# 滬江維多利亞學校
滬江維多利亞學校（英語：Victoria Shanghai Academy，簡稱VSA）是香港一所本地私立獨立雙語國際學校，位於香港島南區香港仔深灣道19號。該校提供國際文憑 （英語：International Baccalaureate）小學課程、中學課程以及預科課程。學校創辦人為孔美琪博士（英語：Dr Maggie Koong）。現時維多利亞教育機構總校長空缺中，並由岑雅韻（英語：Ms Shirla Sum）出任中學部校長，Ross Dawson先生則出任小學部校長。

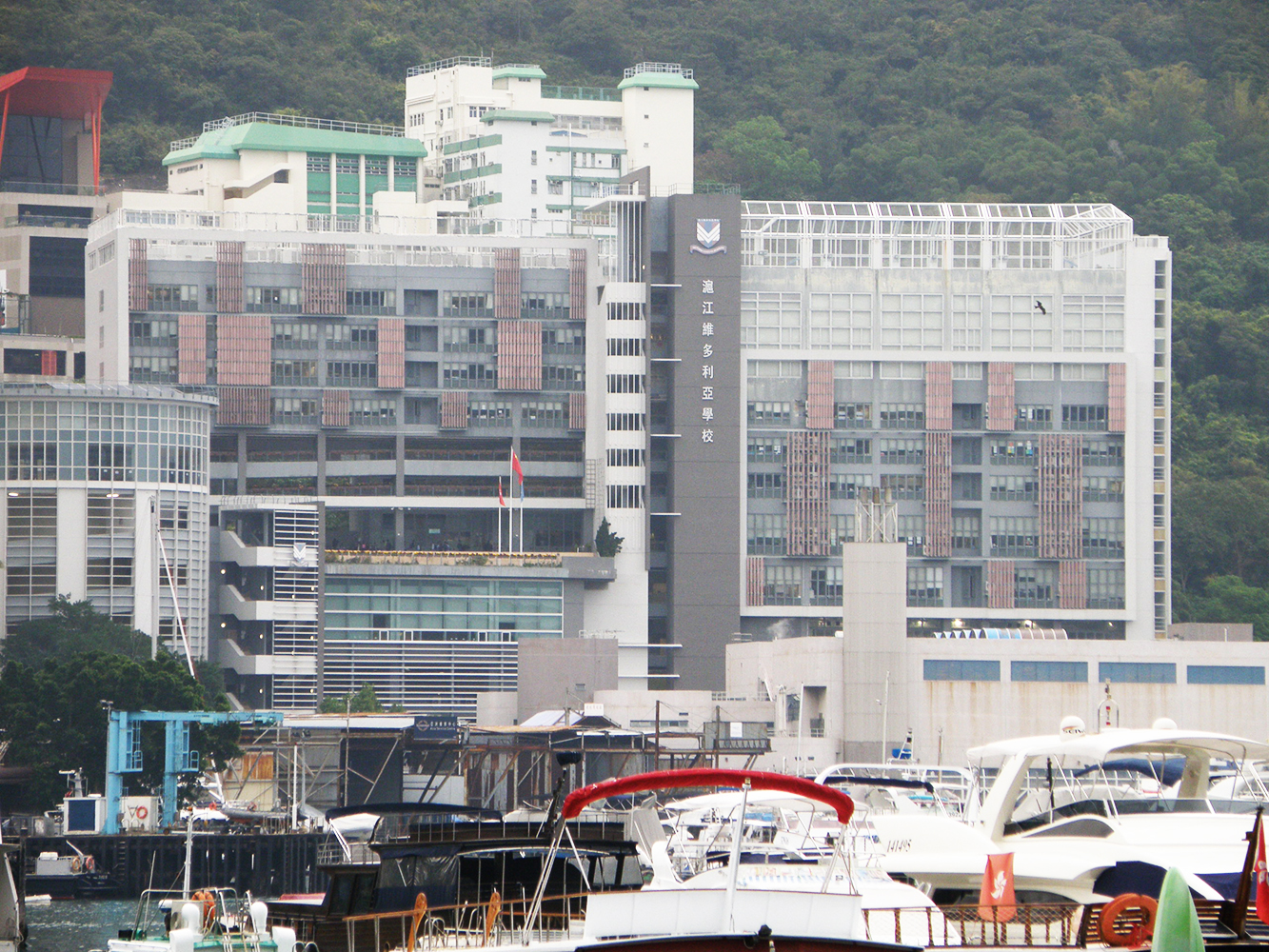
滬江維多利亞學校校舍外觀

## 校政管理
歷任校監
- 鄭家純 先生[1]

歷任校長
- 孔美琪 女士[1]
- 空缺中(自2025年7月)

## 學校歷史
1984年，維多利亞教育機構於書館街成立孔聖會維多利亞英文小學，後於1996年在太古城成立維多利亞英文小學（太古城）。1999年，孔聖會維多利亞英文小學遷往銅鑼灣東院道，易名為維多利亞英文小學（銅鑼灣）。2003年起，維多利亞英文小學試行國際文憑課程，翌年獲得國際文憑初步認證，2005年正式成為國際文憑世界學校。同年，維多利亞英文小學高小遷往灣仔臨時校舍，並開設中學部，提供國際文憑中學及預科課程。2006年及2007年，中學部分別通過中學課程及預科課程國際文憑認證，成為香港首間提供全部三個課程的國際文憑世界學校。2007年，小學部各個校舍合併，和中學部一同遷往深灣校舍。該校舍並於翌年5月舉行開幕典禮暨開放日。2022年完成了一个校园扩大工程，也在深圳开了一所附属学校叫深圳丽林维育学校。

## 香港傑出學生選舉
直至2018年(第33屆)，滬江維多利亞學校在香港傑出學生選舉共出產3名傑出學生。

## 著名/傑出校友
- 佘繕妡：香港女子重劍運動員
- Andrew Mok(offgod):香港著名藝術家/時裝設計師

## 學校課程
沪江维多利亚是在香港其所國際文憑（IB）授權提供三個 IB 課程 小学 IBPYP，中学 IBMYP，高中 IBDP。学校是双语学校，授课运用繁体中文和英文。沪江维多利亚也提供自己的VSA文凭，给不选择读IBDP的学生。

## 外部連結
- 【女大女世界】名校爭住收 劉華女揀小學自己話事 （页面存档备份，存于）
- 劉德華愛女劉向蕙讀國際龍校　盛產IB狀元學費15萬起另購天價債券 （页面存档备份，存于）
- 【小創夢家】滬江維多利亞學校（小學部） 超學科培養解難能力 （页面存档备份，存于）